# Quinta del Buitre
La Quinta del Buitre bezeichnet eine Gruppe von fünf Spielern aus der Jugend von Real Madrid aus den 1980er Jahren. „Quinta“ bedeutet so viel wie Klasse (in Sinne eines Jahrgangs). „El Buitre“, der „Geier“, war der Spitzname des charismatischsten der fünf Spieler: Emilio Butragueño. Zusammen mit ihm bildeten Miguel Pardeza, Manolo Sanchís, Martín Vázquez und Míchel die „Klasse des Geiers“. Im Team von Real Madrid spielten damals unter anderem auch Stars wie Bernd Schuster, Uli Stielike und Fernando Hierro, dennoch fielen die fünf jungen Spieler schnell auf.
Sanchís und Vázquez waren die ersten Debütanten im Profikader von Real, am 4. Dezember 1983, unter dem legendären Trainer Alfredo Di Stéfano. Sanchís schoss damals das Siegtor gegen Real Murcia. Am 5. Februar des darauffolgenden Jahres hatte auch Butragueño sein Debüt. „El Buitre“ schoss im ersten Spiel zwei Tore. Pardeza gab sein Debüt noch vor Ende der Saison, Míchel erst in der darauf folgenden Spielzeit.
Pardeza wurde 1985/86 an Real Saragossa ausgeliehen, nachdem er in der vorangegangenen Saison unter Trainer Amancio nur für die Reservemannschaft zum Einsatz kam. Anschließend kehrte er für ein Jahr nach Madrid zurück, wo er mit 25 Einsätzen und fünf Toren am Gewinn der Meisterschaft 1986/87 beteiligt war. In der nächsten Saison wechselte er dauerhaft nach Saragossa, wo er sich zu einer Führungsfigur entwickelte und unter anderem 1994/95 den Europapokal der Pokalsieger gewann.
Abgesehen von Pardeza waren die vier anderen Mitglieder der Quinta del Buitre Kernbestandteil einer der erfolgreichsten Mannschaften Europas, die zweimal hintereinander den UEFA-Pokal (1985, 1986) sowie fünf spanische Meisterschaften in Folge gewann (1986–1990). Der Gewinn des Europapokals der Landesmeister (heute Champions League) gelang in dieser Zeit jedoch nicht, dreimal in Folge erreichte die Mannschaft dabei jeweils das Halbfinale und schied dort aus (1987–1989).
Manolo Sanchís war der Einzige, der bis zu seinem Karriereende bei Real Madrid blieb und mit dem Klub auch die UEFA Champions League gewann. Mit weiteren 33 nationalen und internationalen Titeln ist er einer der erfolgreichsten Real-Spieler aller Zeiten und war gleichzeitig der letzte noch aktive Spieler der Quinta del Buitre.
Alle Spieler der Quinta del Buitre wurden spanische Nationalspieler und bestritten unter anderem gemeinsam die Fußball-Weltmeisterschaft 1990. Als Pardeza im Spiel gegen Belgien in der letzten Minute eingewechselt wurde, standen die fünf zum einzigen Mal gemeinsam in der Nationalmannschaft auf dem Platz.

## Statistik

### Spieler
| Spieler           | Geboren    | Zeit bei Real           | Spiele/Tore |
| Michel            | 23.03.1963 | 11.04.1982 - 19.12.1992 | 299/71      |
| Manuel Sanchis    | 28.05.1965 | 04.12.1983 - 2001       | 523/33      |
| Emilio Butragueño | 22.07.1963 | 05.02.1984 - 1995       | 341/123     |
| Miguel Pardeza    | 08.02.1965 | 31.12.1983 - 21.06.1987 | 28/6        |
| Martín Vázquez    | 25.09.1965 | 04.12.1983 - 1995       | 252/42      |

### Titel
- UEFA-Pokal: 1985, 1986
- Spanische Meisterschaft: 1986, 1987, 1988, 1989, 1990
  - Vizemeisterschaft: 1992, 1993
- Spanischer Pokal: 1989, 1993
  - Finalist: 1990